# Arthur Cavalcante da Silva
Arthur Cavalcante da Silva (Natal, 11 de março de 1992) é um judoca paralímpico brasileiro.

## Biografia
Arthur nasceu com retinose pigmentar e já começou a perder a visão aos 2 anos e aos 18 anos ficou completamente cego.
Em entrevista à agência de reportagem Saiba Mais, o atleta conta como começou no judô. “Eu comecei no judô a convite de colegas do colégio onde eu estudava. Isso no contexto de já estar perdendo a visão e ter várias modalidades que eu já não conseguia mais praticar e consegui me adaptar bem ao judô.”
Atualmente Arthur faz parte do projeto de extensão do Departamento de Educação Física da UFRN (Neped), em parceria com o Centro de Referência do Comitê Paraolímpico.

## Esporte Paralímpico
Na adolescência, quando percebeu não conseguir mais andar de bicicleta ou jogar bola, Arthur descobriu o judô em 2007 a partir de amigos e gostou da modalidade o suficiente para se dedicar unicamente a ela, competindo pelo Brasil desde 2011 
Em 2024 o atleta ganhou Ouro na modalidade 90 kg nos Jogos Paralímpicos de Verão de 2024 sediado em Paris.
| Medalha | Modalidade | Competição                                |
| ------- | ---------- | ----------------------------------------- |
| Ouro    | 90 kg      | Jogos Paralímpicos Paris 2024             |
| Prata   | 90 kg      | Jogos Parapan-Americanos de Santiago 2023 |
| Prata   | N/D        | Jogos Mundiais da IBSA 2023               |
| Bronze  | N/D        | Mundial de Baku 2022                      |
| Prata   | N/D        | Jogos Parapan-Americanos Lima 2019        |
| Ouro    | N/D        | Campeonato das Américas 2018 no Canadá    |
| Ouro    | N/D        | Campeonato das Américas 2017              |
| Bronze  | N/D        | Jogos Parapan-Americanos de Toronto 2015  |